# دوري نيبال لكرة القدم 2010
دوري نيبال لكرة القدم 2010 هو موسم من دوري نيبال لكرة القدم. كان عدد الأندية المشاركة فيه 12، وفاز فيه Nepal Police Club ‏.